# Marcel Kunz
Pour les articles homonymes, voir Kunz.
Marcel Kunz, né le 24 mai 1943 à Gerlafingen et mort le 22 juillet 2017 à Bâle, est un footballeur international suisse qui évoluait au poste de gardien de but.
Durant sa carrière, il joue principalement en faveur du FC Bâle d’Helmut Benthaus, avec qui il fête cinq titres de champion de Suisse et deux victoires en Coupe de Suisse.

## Biographie
Après avoir commencé le football dans le club soleurois du FC Gerlafingen, Marcel Kunz rejoint le FC Bâle en 1963 où il doit prendre la succession de Kurt Stettler. Il devient titulaire du club bâlois, malgré la concurrence du Français Jean-Paul Laufenburger.
Sous la houlette d’Helmut Benthaus, il remporte son premier titre de champion de Suisse en 1967, avec un point d’avance sur le FC Zurich. La même année, il remporte sa première victoire en finale de Coupe de Suisse par forfait, après que leurs adversaires lausannois ont refusé de reprendre le match à la suite d’un penalty controversé. Cette année-là, il est également appelé pour la première fois en équipe de Suisse par le duo Alfredo Foni-Erwin Ballabio à l’occasion d’un match remporté 7-1 contre la Roumanie au Hardturm de Zurich.
Kunz remporte par la suite quatre titres de champions de Suisse, en 1969, en 1970, en 1972 et en 1973, ainsi qu’une deuxième Coupe de Suisse en 1975.
Au sein des compétitions européennes, il dispute 13 matchs en Coupe d'Europe des clubs champions, et cinq en Coupe de l'UEFA. Il est quart de finaliste de la Coupe d'Europe des clubs champions en 1974.
Il quitte le FC Bâle en 1975 au terme de près de 300 matchs disputés dans la cage bâloise. Il joue ensuite une ultime saison avec le FC Nordstern Bâle en Ligue nationale B.
Marcel Kunz reçoit un total de 14 sélections en équipe de Suisse entre 1967 et 1971. Il reçoit sa dernière sélection le 13 octobre 1971 au Stade Saint-Jacques de Bâle, lors d’une défaite 3-2 contre l'Angleterre. 
Il participe avec l'équipe de Suisse aux éliminatoires de l'Euro 1968 puis aux éliminatoires de l'Euro 1972.
Il meurt le 22 juillet 2017 au Claraspital de Bâle, à l’âge de 74 ans.

## Palmarès
Avec le FC Bâle :
- Champion de Suisse en 1967, 1969, 1970, 1972 et 1973
- Vainqueur de la Coupe de Suisse en 1967 et 1975
- Finaliste de la Coupe de Suisse en 1970, 1972 et 1973
- Vainqueur de la Coupe de la Ligue en 1972
- Vainqueur de la Coupe des Alpes en 1969 et 1970
- Vainqueur de la Coupe horlogère en 1969 et 1970.